# Квінупристин/дальфопристин

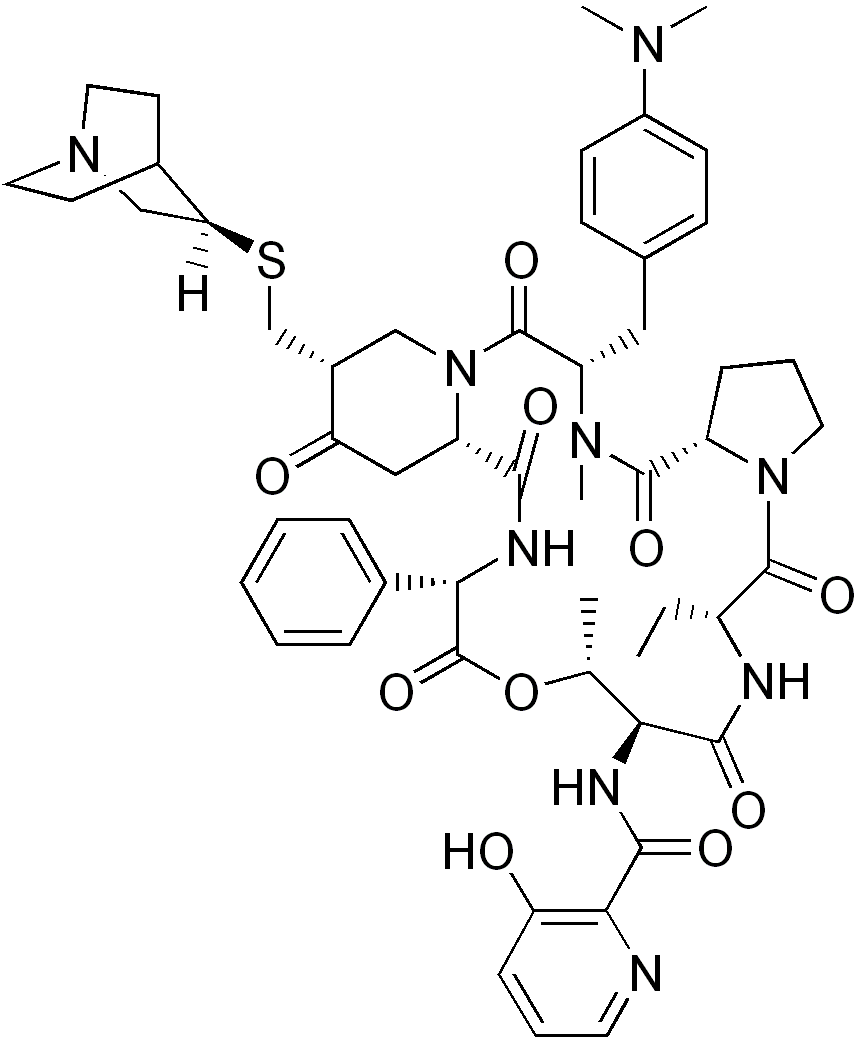
Квінупристин

Дальфопристин

Квінупристин/дальфопристин (Квінупристин-дальфопристин) — комбінований препарат, до складу якого входять два антибіотики класу стрептограмінів квінупристин і дальфопристин, які є похідними пристинаміцину, та випускаються під торговою маркою «Синерцид». Квінупристин є похідним пристинаміцину IA, а дальфопристин є похідним пристинаміцину IIA. У комбінації міститься 30 % квінупристину та 70 % дальфопристину. Препарат застосовується переважно при інфекціях, спричинених стафілококами та ванкоміцин-резистентними штамами Enterococcus faecium.

## Застосування
Квінупристин/дальфопристин застосовується внутрішньовенно, зазвичай 7,5 мг/кг кожні 8 годин (інфекції, небезпечні для життя, спричинені ванкоміцин-резистентними стафілококами); кожні 12 годин (шкірні інфекції). Немає потреби в корекції дози при порушенні функції нирок, потребу коригування дози при порушенні функції печінки не визначено, можна розглянути можливість зменшення дози.

## Механізм дії
Квінупристин і дальфопристин є синергічними інгібіторами синтезу білка. Хоча кожен із них є лише бактеріостатичним препаратом, комбінація виявляє бактерицидну активність.
- Дальфопристин зв'язується з 23S частиною 50S рибосомальної субодиниці, та змінює її конформацію, посилюючи зв'язування квінупристину приблизно в 100 разів. Крім того, він пригнічує перенесення пептидилу.
- Квінупристин зв'язується з сусіднім сайтом на 50S рибосомній субодиниці, та запобігає подовженню поліпептиду, а також спричиняє вивільнення неповних ланцюгів.[1]

## Фармакокінетика
Кліренс препарату проводиться печінковим інгібітором CYP450:3A4, період напіввиведення хінупристину складає 0,8 години, далфопристину 0,7 години (зі збереженням ефектів протягом 9–10 годин).

## Побічні ефекти
Найважчими побічними ефектами квінупристину/дальфопристину є псевдомембранозний коліт, суперінфекція, анафілатоїдні реакції, набряк Квінке. Найпоширенішими побічними ефектами препарату є артралгія або міалгія, нудота, діарея, блювання, шкірний висип або свербіж шкіри, головний біль, підвищення рівня білірубіну в крові, анемія, тромбофлебіт.

## Взаємодія з іншими препаратами
Препарат пригнічує цитохром Р-450, і посилює дію терфенадину, астемізолу, індинавіру, мідазоламу, блокаторів кальцієвих каналів, варфарину, цизаприду та циклоспорину.